# Frank Grupe
Frank Grupe (* 1952 in Hörstel) ist ein deutscher Regisseur,  Schauspieler, Hörspielautor und Dramaturg.

## Leben
Frank Grupe wuchs in Bremen auf und übernahm bereits ab 1965 regelmäßig Rollen in Hörspielproduktionen, 14-jährig spielte er 1966 in dem Film Der Oberkellner an der Seite von Hans Korte, 1968 gab er sein Bühnendebüt am Waldau-Theater. Nach dem Abitur studierte Grupe Sozialwissenschaften und arbeitet seit 1974 als freier Schauspieler. Verpflichtungen führten ihn an Theater in Bonn, Bremen, Frankfurt, Hamburg und München. Bekannte Rollen waren der Garcin in Jean-Paul Sartres Geschlossene Gesellschaft, Trufaldino in Diener zweier Herren von Carlo Goldoni oder Tranio in William Shakespeares Der Widerspenstigen Zähmung.
1984 begann Grupe mit dem Schreiben von Bühnenstücken und Hörspielen und dem Übersetzen von Theaterstücken. 1985 gründete er gemeinsam mit Helen De Lon die freie Theatergruppe Schall und Rauch, die verschiedene Eigenproduktionen und Stücke Grupes spielte. Ab 1988 folgten Regiearbeiten an Bremer, Flensburger und Hamburger Theatern sowie Inszenierungen von Hörspielen und Features für den Norddeutschen Rundfunk und Radio Bremen. Seit 2011 hat er die Bücher für einige Folgen der Rundfunkserie Düsse Petersens geschrieben.
In der Spielzeit 1988/89 arbeitete Grupe als Dramaturg am Waldau-Theater, 1991 gründete er gemeinsam mit Udo Schoen das Theater Aalen, an dem er bis 1996 als Dramaturg, Regisseur und Schauspieler wirkte. Von 1993 bis 1999 zeichnete er als Regisseur und künstlerischer Leiter für die Inszenierungen der Festspiele in der Alten Bastei in Nördlingen verantwortlich, ihm oblag 1993 die Dramaturgie für die Inszenierung von Mozarts Zauberflöte bei den Opernfestspielen in Heidenheim, 1995 inszenierte Grupe Edward Albees Wer hat Angst vor Virginia Woolf? am Stuttgarter Theater im Westen.
1997 kam Grupe ans Hamburger Ohnsorg-Theater und ist dort seitdem als Chefdramaturg und Regisseur tätig. In dieser Zeit inszenierte er daneben 2001 am Altonaer Theater Das Tagebuch der Anne Frank und führte 2002 Regie bei den Störtebeker-Freilichtspielen im ostfriesischen Marienhafe.
Frank Grupe lebt in Hamburg.

## Auszeichnungen
- 2021: Konrad-Hansen-Preis, 2. Preis für seine Komödie Hart un Seel[3]

## Hörspielarbeiten

### Als Sprecher (Auswahl)
- 1965: Reportagen aus dem Jahre 2015 (4. Teil: Lehrer aus der Konserve) – Regie: Bernd Wiegmann
- 1966: Richtung Ravenseck – Regie: Günter Bommert
- 1967: Fensterplatz – Regie: Günter Siebert
- 1967: Fahren Sie mit uns nach Gamberien – Regie: Otto Kurth
- 1968: De Möhl – Regie: Hans-Jürgen Ott
- 1968: Dat Dörp Annersieden – Regie: Walter Bäumer
- 1969: Die erste Bürgerpflicht – Regie: Friedhelm Ortmann
- 1970: De Funkenpuster – Regie: Hans Robert Helms
- 1970: Gefährliche Freundschaft – Regie: Bernd Wiegmann
- 1971: Dat klort op – Regie: Hans-Jürgen Ott
- 1972: Geduldig warten die Teilnehmer der Safari – Regie: Raoul Wolfgang Schnell
- 1973: Strandrövers – Regie: Wolf Rahtjen
- 1975: Gollen Hochtied – Regie: Hans Helge Ott
- 1976: De Resthoff – Regie: Jochen Schütt
- 1979: Freeheit för Korl Spaddel – Regie: Jochen Schenck
- 1980: Bishorst – Regie: Claus Boysen
- 1981: Wenn de Veehhändler kummt – Regie: Claus Boysen
- 1981: Dat Sprüttenhuus – Regie: Ursula Hinrichs
- 1983: De Radtour – Regie: Ursula Hinrichs
- 1984: Ole Geschichten – Regie: Hans Helge Ott
- 1985: Een Dag as elkeen Dag – Regie: Hans Helge Ott
- 1986: Seefieber – Regie: Hans Helge Ott
- 1987: Oprappeln – Regie: Rolf Nagel
- 1989: Utrangscheert – Regie: Jochen Schütt
- 1990: Sisyphos – Regie: Jochen Schütt
- 1991: Die Schrumpfmarie – Regie: Christian Gebert
- 1997: Acht geven – Regie: Michael Leinert
- 1998: Dark – Regie: Hans Helge Ott
- 1999: Halvtiet – Regie: Jochen Schütt
- 2000: Judith van Mönster – Regie: Georg Bühren
- 2002: De eerste Liek – Regie: Hans Helge Ott
- 2004: Mittsommernachtsdrömen – Regie: Hans Helge Ott
- 2005: Exfrünnen – Regie: Dirk Böhling
- 2006: Wellenslag – Regie: Rolf Petersen
- 2006: Ünner den Melkwoold – Redaktion und Regie: Hans Helge Ott
- 2009: De Mafia is överall – Regie: Hans Helge Ott
- 2010: Wilma un Karl – Regie: Hans Helge Ott
- 2012: Kolumbus op de Hallig – Regie: Hans Helge Ott
- 2011: Australien – Regie: Jochen Schütt
- 2013: Dode speelt keen Lotto – Regie: Hans Helge Ott
- 2016: De Hund von Buscherby – Regie: Hans Helge Ott

### Als Autor
- 1987: Marion – Regie: Hans Helge Ott
- 1987: Scheiro – De Weg na baben – Regie: Hans Helge Ott
- 1987: Lütt Engels – Regie: Claus Boysen
- 1988: Een lütte lütte Stadt in Norddütschland – Regie: Hans Helge Ott
- 1991: Nimmer – Regie: Frank Grupe
- 1991: Schuld is blots de Wiehnachtsboom – Regie: Walter Arthur Kreye
- 1997: Heinz un Harry – Regie: Hans Helge Ott
- 1997: Engel op Platte – Regie: Frank Grupe
- 2000: Wenn… – Regie: Hans Helge Ott
- SchnappSchuss – De Krimi op Platt
- 2002: Folge 3: Sun in the City – Regie: Hans Helge Ott
- 2003: Folge 4: Tweemal leven – Regie: Frank Grupe
- 2004: Folge 8: De ole Villa – Regie: Hans Helge Ott
- 2009: Folge 11: Halligstorm – Regie: Ilka Bartels
- Düsse Petersens
- 2011: Folge 3: Misstöne – Regie: Hans Helge Ott
- 2012: Folge 5: Silberstreifen – Regie: Hans Helge Ott
- 2013: Folge 11: S.O.S. – Regie: Hans Helge Ott
- 2014: Folge 14: Eigene Wege – Regie: Hans Helge Ott
- 2015: Folge 17: Der neue Nachbar – Regie: Hans Helge Ott

### Als Regisseur (Auswahl)
- 1985: Gediegen Nahverslüüd – Autor: Uwe Jürgensen
- 1987: Rebellion in Koldenkarken – Autor: Peter Bendixen
- 1990: Hostensaft – Autor: Georg Bühren
- 1990: Die Schipper-Kids (3. Folge: Die Schipper-Kids und der schlappe Hund) – Autor: Wolfgang Pauls
- 1990: Twee Vagels mit Namen Wendehals – Autor: Günter Wahrendorf
- 1990: Wulkenpalaver – Autor: Wolfram Rosemann
- 1997: Iesgang – Autor: Erich R. Andersen
- 1997: Herrenpartie – Autor: Bodo Schirmer
- 1997: Grulig ist, över't Moor to gahn – Autor: Wolfram Rosemann
- 1997: Bambi – Autor: Wolfgang Sieg
- 1997: Frauke – Autor: Willy Russel
- 1998: Besöök bi Nacht – Autor: Peter Bendixen
- 1998: Dwarstörn – Autor: Bodo Schirmer
- 1998: Eenmal Camping, jümmer Camping – Autor: Bodo Schirmer
- 1999: Mien Huus – Autor: Hermann Otto
- 1999: Grönkohleten – Autor: Hermann Otto
- 1999: Twee Minschenkinner – Autor: Konrad Hansen
- 1999: De letzte Klassenfahrt – Autor: Peter Bendixen
- 2000: Breef an Sandra – Autor: Ernst-Otto Schlöpke
- 2000: De Hasenflapp-Report – Autor: Snorre Björkson
- 2000: Juana – Autor: Carl Groth
- 2000: Arvdeel – Autor: Ubbo Gerdes
- 2001: Een lüerlütt Licht – Autor: Hermann Otto
- 2001: Jümmergrön – Autor: Hermann Otto
- 2001: Liebeslänglich Amrum (19 Folgen) – Autoren: Anke Veil und Claudia Heydolph
- 2002: SchnappSchuss – De Krimi op Platt (Folge: Sylter Arvschop) – Autor: Erich R. Andersen
- 2003: Also, ahoi erstmal… – Autor: Holger Janssen
- 2003: Kläuser up Wulk söben – Autor:Rudolf Kollhoff
- 2006: Lütetsburg – Autor: Erhard Brüchert
- 2012: Ick kenn di nich – Autor: Helga Bürster

## Theaterstücke

### Eigene Stücke
- 1985: Diener für zwei
- 1986: Party für den Paten
- 1986: Lilly, lass das Lügen
- 1988: Spätlese
- 1988: Döör an Döör
- 1988: Iesenkopp
- 1990: Dat Speel
- 1998: Maria Holl – Hexenjagd in Nördlingen
- 1999: Lysistrate
- 2001: 1634

### Übersetzungen
- 1984: Big Maggie
- 1984: Der Vagabund
- 1984: Katharina de Grote
- 1987: Dat Glippoog (nach Tartuffe)
- 1988: Liefpien in de Hacken (nach Der eingebildete Kranke)
- 1989: Dat Beest vun Keerl
- 1989: De Heiratsandrag
- 1998: Hochtied bi Kiekebusch
- 2000: Große Freiheit Nr. 7
- 2002: Twee as Katt un Hund

## Filmografie
- 1966: Der Oberkellner
- 2004: Das Geld liegt auf der Bank